# José Pesarrodona
Jose Pesarrodona Altimira (Sant Salvador de Guardiola, 1º febbraio 1946) è un ex ciclista su strada spagnolo.
Professionista dal 1971 al 1979, vinse la Vuelta a España nel 1976.

## Carriera
Professionista nel 1970 con la KAS, si mise subito in luce con un secondo posto nella classifica finale della Vuelta a Navarra; l'anno seguente ottenne la prima vittoria in una tappa della Vuelta a Asturias. Dopo un 1972 incolore, nel 1973 ottenne altri piazzamenti, arrivando secondo nella generale sia nella Vuelta a Asturias che alla Vuelta a La Rioja; partecipò inoltre al Giro d'Italia classificandosi quarto nella generale finale.
Nel 1974 vinse quattro corse e arrivò ventinovesimo al Tour de France. Nel 1976 si aggiudicò la Vuelta a España, unico grande giro che riuscì a vincere in carriera. Il 1978 è l'ultimo anno della sua carriera, durante il quale competé ad alti livelli: arrivò secondo nella classifica generale della Vuelta a España dietro Bernard Hinault.
Si trasferì alla Teka nel 1979 senza ottenere alcuna vittoria e si ritirò l'anno dopo.

## Palmarès
- 1970 (dilettanti)

Classifica generale Volta a Lleida
- 1971 (Kas, una vittoria)

4ª tappa Vuelta a Asturias (Oviedo > Panes)
- 1973 (Kas, una vittoria)

1ª tappa, 2ª semitappa Escalada a Montjuïc (Montjuïc > Montjuïc)
- 1974 (Kas, tre vittorie)

1ª tappa Vuelta a Asturias (Llanes > Llanes)
6ª tappa Volta Ciclista a Catalunya (Campdevánol > Andorra la Vella)
Prueba Villafranca de Ordizia
- 1976 (Kas, due vittorie)

Classifica generale Vuelta a España
6ª tappa Tour de Suisse (Locarno > Mörel/Riederalp)
- 1978 (Kas, una vittoria)

5ª tappa, 2ª semitappa Vuelta a Aragón (Saragozza > Saragozza, cronometro)

### Altri successi
- 1970 (dilettanti)

1ª tappa, 1ª semitappa Cinturón Internacional de Cataluña (San Felíu de Llobregat, cronosquadre)
- 1972 (Kas)

Prologo Volta Ciclista a Catalunya (Tremp, cronosquadre)
6ª tappa, 2ª semitappa Vuelta a España (El Saler, cronosquadre)
- 1974 (Kas)

Campionato in Salita nazionale
Prologo Vuelta a Aragon (Cronosquadre)
8ª tappa, 2ª semitappa Vuelta a España (Circuito del Jarama, cronosquadre)
Prologo Critérium du Dauphiné (Roanne, cronosquadre)
3ª tappa Vuelta a Asturias (Gijon, cronosquadre)
Classifica sprint Volta Ciclista a Catalunya

## Piazzamenti

### Grandi giri
- Giro d'Italia

1972: 14º
1973: 4º
- Tour de France

1974: 29º
1975: 34º
1976: 11º
1977: ritirato (2ª tappa)
1978: ritirato (10ª tappa)
1979: ritirato (3ª tappa)
- Vuelta a España

1971: ritirato (4ª tappa)
1972: 8º
1973: 4º
1974: 37º
1975: 18º
1976: vincitore
1977: 8º
1978: 2º
1979: 18º

### Competizioni mondiali
- Campionati del mondo

Barcellona 1973 - In linea: 33º
Montréal 1974 - In linea: ritirato